# Henock Abrahamsson
Henock Abrahamsson (ur. 29 października 1909 w Lundby, zm. 23 kwietnia 1958 w Göteborgu) – szwedzki piłkarz, bramkarz. Uczestnik mistrzostw świata 1938. W latach 1937–1940 grywał dla klubu Gårda BK. W 1938 powołany na Mistrzostwa Świata, które odbywały się we Francji.

## Kariera reprezentacyjna
Podczas Mistrzostw Świata 1938 we Francji rozegrał wszystkie trzy mecze (z reprezentacjami: Kuby, Węgier i Brazylii).